# Euphorbia decepta
Euphorbia decepta är en törelväxtart som beskrevs av Nicholas Edward Brown. Euphorbia decepta ingår i släktet törlar, och familjen törelväxter. Inga underarter finns listade i Catalogue of Life.